# Sabayon au champagne
Le sabayon au champagne est un dessert d'origine italienne. La tradition veut que ce soient les cuisiniers de Catherine de Médicis qui aient apporté en France le sabayon (de l'italien zabajone).

## Ingrédients
La réalisation de ce mets nécessite jaunes d'œufs, champagne, sucre semoule, vanille ou cannelle en poudre.

## Préparation
Les jaunes d'œufs, le sucre et l'épice doivent être travaillés jusqu'à ce qu'ils deviennent jaune pâle et mousseux. Dans ce mélange, mis au bain-marie, est versé le champagne. L'ensemble est fouetté jusqu'à ce qu'il fasse le « ruban », c'est-à-dire qu'il prenne une consistance onctueuse. Dès que le sabayon est tiédi ou refroidi, il est versé dans des coupes.

## Accord mets/vin
Traditionnellement, ce sabayon s'accompagne de champagne brut ou demi-sec.